# Бомбомётчики
Бомбомётчики — вид пехоты, вооружённой ручными бомбами и гранатами для поражения преимущественно живой силы противника и разрушения укреплений. Являются предшественниками гренадеров (гренадеры использовали бомбы для уничтожения вражеских зданий и укреплений). Много бомбомётчиков было в партизанских армиях разных времён, особенно в силах Движения Сопротивления времён Второй мировой войны.

## История
Впервые подобный вид пехоты появился на Руси в XIV веке с появлением пороха и пушек. В XVII веке дальнейшим развитием данного вида пехоты стали гренадеры, которые закидывали гранатами и бомбами не живую силу противника, а укрепления и защищённые здания (в XIX веке подразделения гренадеров начали постепенно расформировывать).
Вместе с тем в XVIII-XIX веках бомбомётчики были неотъемлемой частью армий балканских народов, боровшихся с турецким игом: они были распространены в отрядах сербов, македонцев, болгар, греков. После признания Турцией Сербии независимым государством ручная бомба поступила на официальное вооружение армии Королевства Сербия, а вскоре бомбомётчики, которых в Сербии называли «бомбашами», стали отдельным видом пехоты в Сербии.
В годы Первой мировой войны бомбомётчики Сербии успешно действовали в 1915—1916 годах, ведя боевые действия против войск Австро-Венгрии. В годы Второй мировой войны в рядах партизанского коммунистического движения появились подразделения, за которыми закрепилось сербское название «бомбаши»: эти солдаты составляли костяки штурмовых отрядов, в боях они закидывали бомбами и гранатами вражеские укрепления, окопы и бункеры, уничтожая пулемётные и артиллерийские расчёты.
В Красной Армии бомбомётчики входили в состав штурмовых инженерно-сапёрных бригад в годы Великой Отечественной войны. Впервые подобные бойцы появились ещё в Сталинградской битве и стали незаменимыми в городских и уличных боях. Как правило, при штурме занятых немцами зданий бомбомётчики сначала бросали гранату в окно или дверь, а после взрыва обстреливали комнату из пистолета-пулемёта. Многочисленные штурмовые группы оказались полезными при штурме Кёнигсберга, Будапешта и Берлина.
В настоящие дни бомбомётчики как отдельный вид войск почти не существует, поскольку их навыкам обучаются бойцы специальных штурмовых групп, отрядов спецназа и т.д. Вместе с тем в послевоенные годы бомбомётчики являлись неотъемлемой частью сухопутных армий Алжира, Кубы, Малави, Кении и Вьетнама.